# 臺灣珠寶藝術學院
臺灣珠寶藝術學院是一所珠寶藝術教育機構。

## 活動
- 2012年1月12日「UBM Asia Ltd 香港珠寶首飾展覽」專題講座。[5]
- 2012年7月3日「與蘇富比有約」專題講座。[6]
- 2012年11月13日「品牌台灣」專題講座。[7]
- 2013年2月26日 「皇家風尚」專題講座。[8]
- 2015年10月-12月 「認識寶石珊瑚系列：鑑賞篇、市場篇、藝術篇」專題講座。

## 外部連結
- 臺灣珠寶藝術學院官方網站 （页面存档备份，存于）